# ベトナムにおける人権
ベトナムにおける人権（ベトナムにおけるじんけん）では、ベトナムでの人権の保護状態について説明する。
ベトナムは、アムネスティ・インターナショナル（AI）、ヒューマン・ライツ・ウォッチ（HRW）、国連人権高等弁務官事務所（OHCHR）など、国内外の様々な学者、反体制活動家、非政府組織（NGO）によって、人権の状況が世界で最も劣悪な国の一つとみなされている。

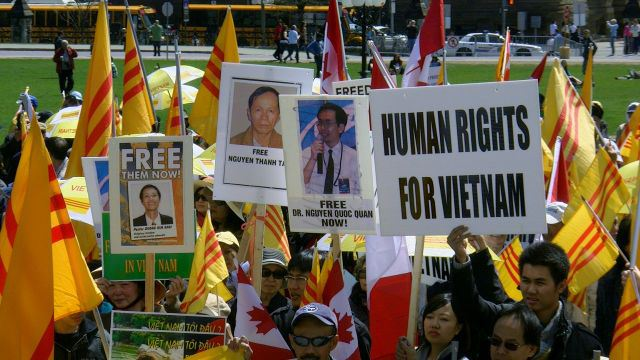
サイゴン陥落の最中に行われたグエン・クオック・クアンの投獄からの解放を求める集会（2012年4月）。

## 概要
ベトナムの人権状況は、ベトナム共産党率いるベトナム政府と、欧州連合（EU）やアメリカ合衆国などの他の国々などとの間で長い間論争の的となってきた問題である。現在の憲法では、ベトナム共産党が唯一の合法な政党であり、他の政党はすべて非合法とされている。ベトナムは中華人民共和国、キューバ、エリトリア、ラオス、朝鮮民主主義人民共和国とともに、合法的に構成された数少ない一党独裁制の国家の一つとなっている。
ベトナムの選挙では、毎回99%の票がベトナム共産党に投じられている。これは、単なる毎回決まった結果としかみなされていない。また、結社の自由、言論の自由、報道の自由、そして健全な環境への権利は厳しく制限されている。ベトナム政府を批判する市民や、共産党が「容認できない」とみなす特定の話題について議論する市民は、しばしば脅迫や投獄の対象となる。

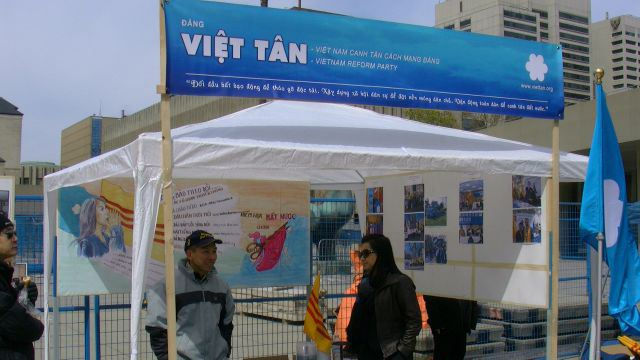
ベトナム革新党の開催している民主化・人権擁護集会の情報ブース。

ベトナム政府は、「世論部隊」と呼ばれる国家が支援する匿名の政治評論家や荒らしを利用して、ベトナム共産党の政策に対する反対意見や人権状況への抗議と戦わせている。毎年5月11日は米国バージニア州で「ベトナム人権デー」と定められており、ベトナム戦争とサイゴン陥落後に国を離れたベトナム人のディアスポラや、その後数十年間に国を逃れた反体制派によって行われている。

## 権利

### 健全な環境への権利
ベトナム憲法第43条には、法的に健全な環境に対する権利が含まれている。国家は「環境を保護し、天然資源を管理し、効果的かつ安定的に利用し、自然と生物多様性を保護し、自然災害の予防と抵抗に積極的に取り組み、気候変動に対応する」義務を負っている。これらの権利は、2014年に環境保護法によってさらに推進されるようになった。